# 以一敌百 (游戏)
《以一敌百》是改编自同名电视游戏节目的任天堂DS电子游戏，玩家扮演竞赛者和100名“路人甲”观众竞争。游戏于2008年7月发布。

## 玩法
游戏规则如同电视游戏节目：主持人提出问题，一名挑战者和众多“路人甲”就问题做出回答。如果挑战者回答错误，则游戏结束，路人甲分配奖金。如果挑战者回答正确，则回答错误的路人甲退出比赛，单个问题的价值上升，玩家和变少的路人甲继续回答问题。挑战者答对问题后可以选择退出，或者继续挑战运气继续参赛。美国版电视节目主持人鲍伯·萨格特担任游戏主持。

## 评价
《以一敌百》的主要获得负面评价。评论普遍批评游戏问题库太小，常重复出现问题。评论还批评游戏没有解锁奖励和分数榜，分数对玩家的刺激不够。IGN指出“你可以每回合后‘拿钱’撤退，但这样就只能返回主菜单。钱就这样不见了：没有任何解锁、没有任何理由地拿走钱”。问题间的长间隔更让游戏招致批评。画面、声音等非游戏性元素毁誉参半。